# Пам'ятник Петрові Сагайдачному (Харків)
Пам'ятник Петрові Сагайдачному — пам'ятник українському гетьману Петру Конашевичу-Сагайдачному встановлений 14 червня 2008 року в Гагарінському районі Севастополя до святкування 225-річчя міста. Автори — скульптор Володимир Луцак. Основним меценатом проекту виступив керівник об'єднання «Трансконтиненталь» Юрій Колесников.
Демонтований російськими окупантами 25 квітня 2014 року.
У Харкові встановлений 22 серпня, у переддень Дня міста.

## Розташування в Севастополі

В Севастополі

Був встановлений 14 червня 2008 року на вулиці Героїв Сталінграду Гагарінського району міста до святкування 225-річчя міста. Мав координати 44°35′40″ пн. ш. 33°26′34″ сх. д. / 44.59444° пн. ш. 33.44278° сх. д..

## Демонтаж на перенесення до Харкова

Пустий постамент в Севастополі після демонтажу

Демонтований російськими окупантами 25 квітня 2014 року. У середині травня стало відомо, що пам'ятник вивезений до Харкова за зверненням харківського міського голови, що відбудеться після вирішення всіх технічних та юридичних питань. Був встановлений у сквері на Гімназійній набережній 22 серпня 2015 року, у переддень Дня міста.